# Austeucharis fasciiventris
Austeucharis fasciiventris is een vliesvleugelig insect uit de familie Eucharitidae. De wetenschappelijke naam is voor het eerst geldig gepubliceerd in 1919 door Brues.